# James Key
James Key (Chelmsford, 14 gennaio 1972) è un ingegnere britannico, direttore tecnico della Sauber.

## Biografia
Laureato in ingegneria meccanica all'Università di Nottingham, Key è entrato in Jordan Grand Prix nel 1998, trascorrendo diversi anni come ingegnere di dati, poi è diventato ingegnere di pista per Takuma Satō. Poco dopo il passaggio di proprietà della squadra, diventa Direttore Tecnico della Midland nel corso del 2005, dopo un breve periodo di coordinamento tecnico. È stato uno dei più giovani Direttori Tecnici di una squadra di Formula Uno, all'età di 33 anni, insieme a Sam Michael, diventato direttore tecnico della Williams F1 all'età di 33 anni durante la stagione 2004. Ha mantenuto la sua posizione durante la transizione della squadra attraverso Spyker F1 e Force India.
Nell'aprile 2010 ha lasciato la Force India per entrare in Sauber, sostituendo Willy Rampf come Direttore Tecnico.
Il 6 settembre 2012 passa alla Scuderia Toro Rosso, sempre come Direttore Tecnico, sostituendo Giorgio Ascanelli.
Il 26 luglio 2018 la McLaren ha annunciato l'ingaggio di Key come direttore tecnico della squadra. Il 22 febbraio 2019 viene annunciato il suo approdo alla McLaren dal 25 marzo 2019, subito dopo il Gran Premio d'Australia
.
Il 7 giugno 2023, James Key annuncia il distacco dalla McLaren per diventare Direttore Tecnico della scuderia Alfa Romeo F1 Stake dal 1º Settembre 2023.